# Acanthocarpus delsolari
Acanthocarpus delsolari is een krabbensoort uit de familie van de Calappidae. De wetenschappelijke naam van de soort is voor het eerst geldig gepubliceerd in 1973 door Garth.